# CGIProxy
CGIProxy顾名思义，是一套基于通用网关接口的代理软件包裹。CGI（通用网关接口）代理让用户通过一个看似网页的页面去访问其他的网站。多数情况下这种访问是匿名的。匿名CGI代理通过一份安全的嵌在别的网页里，使用SSL技术加密的网络表格来提供代理服务。由于这种服务形式，这一类代理服务器通常也被称为“网页代理器”。
CGIProxy用Perl语言写成。它能够安装在任何允许使用CGI执行Perl程序以及支持非语言分析CGI脚本报头的網頁伺服器上。所支持的协议包括HTTP，FTP，安全套接层以及相关的技术比如Javascript，Shockwave Flash等。
CGIProxy的开发在2008年12月24日暂停，现在又重新开始了开发，2013年度更新了三次。更改日志非常多，包括视窗支持。